# Баковцы (Волынская область)
Баковцы (укр. Баківці) — село в Боратинской сельской общине Луцкого района Волынской области Украины.
Код КОАТУУ — 0722880501. Население по переписи 2001 года составляет 361 человек. Почтовый индекс — 45665. Телефонный код — 332. Занимает площадь 1,53 км².